# 湖光镇
湖光镇，是中华人民共和国广东省湛江市麻章区下辖的一个乡镇级行政单位。

## 行政区划
湖光镇下辖以下地区：
铺居社区、新圩社区、祝美村、旧县村、鹿诸村、世乔村、高梅村、蔡屋村、云脚村、新联村、那柳村、体村、金兴村、赤忏村、料村、临东村、临西村、良丰村、月岭村、东岭村、西岭村、厚高村、外坡村、园坡村、群井村和塘北村。